# Toby Mao
Tobias Mao (conosciuto come Toby Mao) (Washington, 21 dicembre 1988) è uno specialista del cubo di Rubik.
È stato detentore del record mondiale per la risoluzione più veloce del cubo di Rubik standard (3x3x3) in una singola prova con il tempo di 10,48 secondi. Il record è stato stabilito il 6 agosto 2006 alle competizioni nazionali statunitensi, tenute all'Exploratorium di San Francisco. In quell'occasione, Toby Mao, con una media di 15,89 secondi sulle cinque prove (tra le quali quella del record) della finale, si classificò terzo.
È noto anche perché è stato ingaggiato per insegnare all'attore Will Smith a risolvere il cubo di Rubik, operazione che doveva compiere nel film La ricerca della felicità.
Anche il fratello maggiore, Tyson Mao, ha partecipato a tornei di cubo di Rubik.